# スカリン
スカリンは横須賀市のゆるキャラ。

## 来歴
横須賀市制100周年を記念して2007年に制作されたキャラクター。デザインは市民公募によるもの。海から来た妖精と伝えられている。横須賀とマリン（海）を組み合わせて名づけられた。市制記念が終わった後も人気があったため、たびたび横須賀市のイベントに登場している。
さいか屋横須賀店では2013年10月23日、24日限定でスカリンパンとおやきが販売された。